# Villamagna
Villamagna est une commune de la province de Chieti dans la région des Abruzzes.

## Administration
| Période                                  | Période  | Identité             | Étiquette | Qualité |
| ---------------------------------------- | -------- | -------------------- | --------- | ------- |
| 14 juin 2004                             | En cours | Paolo Rosario Nicolò |           |         |
| Les données manquantes sont à compléter. |          |                      |           |         |

### Communes limitrophes
Ari, Bucchianico, Miglianico, Ripa Teatina, Vacri

### Jumelages
- Rantigny (France)

## Personnalités
Les personnalités liées à cette commune sont notamment :
- Laurent de Villamagna (1476-1535), religieux franciscain, bienheureux.